# Contrôle de constitutionnalité
Ne doit pas être confondu avec Contrôle de conventionnalité ou Contrôle de légalité des actes des collectivités territoriales et de certains établissements publics français.
 (juin 2020).
Si vous disposez d'ouvrages ou d'articles de référence ou si vous connaissez des sites web de qualité traitant du thème abordé ici, merci de compléter l'article en donnant les références utiles à sa vérifiabilité et en les liant à la section « Notes et références ».
Le contrôle de constitutionnalité (ou contrôle de constitutionalité) est un contrôle juridictionnel visant à assurer la conformité des normes de droit à la Constitution, norme juridique suprême d'un État. Ce contrôle revêt des formes et des modalités différentes à travers les divers systèmes juridiques, et est valable aussi bien pour les normes internes (règlements, lois), qu'externes (traités internationaux).

## Histoire du contrôle de constitutionnalité
Cette idée est développée en France en 1795 par l'abbé Siéyès, avec le projet de jury constitutionnaire. Cependant cette proposition est rejetée, principalement à cause du légicentrisme ambiant de l'époque en France. Toutefois, lors du Consulat, le sénat conservateur aura pour but de vérifier la constitutionalité des lois tel que mentionné dans l'article 26 de la constitution de l'an VIII : « Il [le sénat conservateur] maintient ou annule tous les actes qui lui sont déférés comme inconstitutionnels par le Tribunat ou par le gouvernement ».
L'idée d'un contrôle de constitutionnalité est également développée par les fédéralistes américains comme un moyen de « poids et contrepoids » (« checks and balances »). Le contrôle de constitutionnalité ne devient effectif que quelques années plus tard, lors de l'arrêt Marbury v. Madison de la Cour suprême des États-Unis en 1803. Toutefois, la séparation des pouvoirs de Montesquieu a aussi pu être invoquée comme argument contre le contrôle de constitutionnalité, au nom du légicentrisme et du pouvoir souverain du Parlement (il n'existe ainsi pas de tel contrôle en Grande-Bretagne).
Depuis, nombre de pays (dont l'Inde, à l'issue d'un conflit durable entre la Cour suprême et le Parlement) ont également mis en place un contrôle de constitutionnalité.

## Caractéristiques générales en droit romano-civiliste

### Voies de contrôle

#### Contrôle par voie d'action
Le contrôle par voie d'action est un contrôle de la conformité d'une norme (considérée par rapport à la norme constitutionnelle) et qui après contestation est directement adressé à la norme en question, utilisé uniquement dans des fins d'abrogation ou de réforme de celle-ci.
Ce contrôle est exercé sous la forme d'un recours direct devant le juge constitutionnel. Les juridictions non constitutionnelles ne font pas de filtrage dans le cas du contrôle par voie d'action.
Le contrôle peut avoir lieu avant l'entrée en vigueur de la norme ou une fois la norme entrée en vigueur…

#### Contrôle par voie d'exception
Le contrôle par voie d'exception est un contrôle de la conformité d'une norme considérée par rapport à la norme constitutionnelle incidemment à un problème juridique. La contestation de la norme en question n'est alors que la conséquence d'un problème juridique autre.
Autrement dit, le contrôle par voie d'exception est exercé à l'occasion d'un procès devant un juge ordinaire ou une juridiction non constitutionnelle. La question est soulevée devant le juge, ou par le juge lui-même. Elle doit être tranchée avant le règlement au fond du litige, toutefois, il convient d'ajouter que la décision rendue par le juge est dite « exceptionnelle » car la disposition attaquée demeure dans le droit positif.
Selon les systèmes juridiques, le juge ordinaire effectue directement le contrôle, réglant en même temps la question de constitutionnalité et le litige du fond, ou renvoie la question de constitutionnalité devant la cour constitutionnelle. Dans ce dernier cas, le juge ordinaire règle au fond le litige après la décision statuant sur la question de constitutionnalité.

### Modes de saisine

#### Saisinea priori
Le contrôle est dit a priori lorsqu'il porte sur une norme n'étant pas encore entrée en vigueur. La saisine a priori se fait donc nécessairement par voie d'action. En France, la saisine a priori est obligatoire pour les lois organiques, les règlements d'assemblée et les propositions de lois soumises au référendum, et elle est facultative pour les lois ordinaires avant leur promulgation, les engagements internationaux avant leur ratification et les lois du pays.

#### Saisinea posteriori
Le contrôle est dit a posteriori lorsqu'il porte sur une norme déjà entrée en vigueur.
La saisine a posteriori est généralement une saisine par voie d'exception. Ce type de contrôle est à la base du modèle américain de justice constitutionnelle, et existe dans le modèle européen par l'intermédiaire de la question préjudicielle, introduite en France en 2008 avec la question prioritaire de constitutionnalité (QPC).
Le contrôle a posteriori concerne non seulement les lois, mais aussi les décisions juridictionnelles et les actes administratifs, pour ces derniers, c'est le Conseil d'État qui assure le contrôle de constitutionnalité de ces normes.

### Nature du contrôle

#### Contrôle abstrait
Le contrôle est dit abstrait lorsqu'il est effectué uniquement par rapport à la norme considérée, en tant que telle, et à la norme constitutionnelle. On vérifie alors que l'intégralité de la norme soit conforme à la constitution.

#### Contrôle concret
Le contrôle est dit concret lorsqu'il porte sur la conformité d'un point précis d'une norme à la constitution, point relatif à un cas d'espèce. Il ne s'agit pas de déclarer la norme généralement conforme ou divergente à la constitution, mais de résoudre un cas d'espèce. Ce contrôle fait porter l'examen aussi bien sur la constitutionnalité de la loi en tant que telle que sur les conditions de sa mise en œuvre.

### Concentration du contrôle

#### Contrôle diffus
On parle de contrôle constitutionnel diffus lorsque plusieurs ou toutes les juridictions d'un système juridique sont compétentes pour contrôler la constitutionnalité de norme, ou, autrement dit, lorsque aucune juridiction constitutionnelle spécifique n'est nécessaire. En ce cas, les juges ordinaires examinent la question de constitutionnalité. Le modèle américain de justice constitutionnelle utilise le contrôle diffus.

#### Contrôle concentré
Le contrôle de constitutionnalité concentré est caractérisé par le fait qu'une unique juridiction est compétente pour s'assurer de la constitutionnalité d'une norme, et pour ce contrôle uniquement. C'est le cas du modèle européen de justice constitutionnelle.

## Modèles de justice constitutionnelle
On distingue en général, deux modèles de justice constitutionnelle, bien que la doctrine affirme l'ambiguïté actuelle de cette classification, plus théoriques que pratiques.

### Modèle américain de contrôle de constitutionnalité

#### Caractéristiques générales du modèle américain
Le modèle américain est représenté par le modèle de justice constitutionnelle des États-Unis. Le contrôle de constitutionnalité selon ce modèle est un contrôle par « voie d'exception ». Il consiste à se défendre contre une loi que l'on pense inconstitutionnelle dans le cadre d'un procès. Il repose sur trois caractéristiques principales. Le contrôle est :
- a posteriori : la norme soumise au contrôle est en vigueur et a déjà acquis sa force exécutoire ;
- diffus : il n'existe pas d'organe juridique dédié au contrôle de constitutionnalité ; chaque juge est compétent pour apprécier la constitutionnalité de la loi, sous le contrôle de la cour suprême ;
- concret : le contrôle juge de la conformité de la norme au vu des faits du cas d'espèce, et non de sa conformité générale.

La saisine du juge est ouverte à tous et donne lieu à un contrôle qui revêt l'autorité de la chose jugée. Ce modèle défensif est démocratique et concret, et implique que l'on fasse une exception d'application de la loi : elle ne sera pas appliquée dans le cadre du cas d'espèce mais reste valide et partie intégrante de l'ordre normatif. On parle alors d'effet inter partes, les effets du contrôle (la non-application de la loi) ne valent que pour les parties au litige.

#### Rôle de la Cour suprême des États-Unis
La Cour suprême des États-Unis n'a pas le monopole du contrôle de constitutionnalité, mais ses décisions ont une forte autorité. Son rôle de contrôle constitutionnel est le produit, non pas de la constitution, mais de la jurisprudence Marbury v. Madison de 1803. Elle s'est octroyée le droit (qui n'était pas prévu dans la Constitution) d'apprécier la loi fédérale par rapport à la Constitution. En 1810, elle s'est également autorisée à contrôler la constitutionnalité des lois des États fédérés par rapport à la Constitution dans un arrêt Fletcher v. Peck. C'est, selon elle, une extension de sa mission de « dire le droit » et de trancher les litiges. Le contrôle constitutionnel ne se fait pas de droit, mais c'est la Cour suprême qui décide de se saisir d'une affaire qui l'intéresse.

#### Évolution des modes de contrôle
Dans trois cas, les juges des États-Unis peuvent prendre des décisions erga omnes :
- jugements déclaratoires ;
- facial challenges : contestations directes de la constitutionnalité des lois (on n'attaque pas un acte faisant grief pris en son application, mais la loi elle-même) ;
- overbreadth : contrôle de l'excès de pouvoir législatif.

#### Diffusion du modèle nord-américain
Ce modèle est à la base du modèle de justice constitutionnelle dans les pays d'Amérique du Sud :
- au Brésil, on constitue le recours extraordinaire, qui permet à un citoyen d'invoquer l'atteinte portée contre un droit garanti par la constitution, mais dont les effets ne sont pas erga omnes ;
- la Colombie a également importé ce modèle, mais c'est aussi le premier pays à avoir adopté le contrôle a priori d'une loi.

### Modèle européen

#### Histoire du modèle européen
En 1920, Hans Kelsen est à l'origine de l'institution de la Haute cour constitutionnelle d'Autriche. Louis Favoreu la décrit alors comme un modèle. Cette cour est une juridiction créée pour connaître spécialement et exclusivement des contentieux constitutionnels. Elle est située en dehors de l'appareil juridictionnel ordinaire et indépendante de celui-ci comme des pouvoirs publics.

#### Caractéristiques générales du modèle européen
Le contrôle de constitutionnalité européen est un contrôle principalement par « voie d'action ». C'est un modèle de contrôle offensif voulu Hans Kelsen et portant l'idée d'une centralisation associée à un organe ad hoc. Il repose généralement sur trois caractéristiques principales. Le contrôle est :
- a priori : il s'agit de faire à la loi un procès entre le moment où elle est votée au Parlement et celui où elle est promulguée (soit avant qu'elle n'entre dans l'ordre juridique) ;
- concentré : le contrôle relève de la compétence d'une juridiction ad hoc, dédiée au contrôle de constitutionnalité. Les cours constitutionnelles européennes sont distinctes des autres juridictions : elles ne sont en effet ni un ordre juridictionnel à elles seules, ni une cour suprême au sommet d'un ordre juridictionnel, comme la cour suprême américaine par exemple. Elles sont spécialisées dans les questions de constitutionnalité et traitent exclusivement de celles-ci ;
- abstrait : le contrôle repose sur la conformité de la loi par rapport à la constitution de manière générale et abstraite, sans référence au cas d'espèce.

Ce modèle est efficace en ce que la loi proclamée inconstitutionnelle ne sera pas promulguée. On parle d'effet erga omnes (autorité absolue de la chose jugée, l'acte inconstitutionnel est purement et simplement annulé). La saisine relève principalement de la compétence d'organes déterminés.
Le modèle européen admet également un contrôle a posteriori par la pratique de question préjudicielle.

##### Procédure de contrôle européenne
En Europe comme aux États-Unis, le contrôle peut avoir un caractère concret, donc s'effectuer dans une situation de mise en œuvre de la loi. En Allemagne, la constitutionnalité d'une loi peut être contrôlée au moment où le juge ordinaire en fait application. Mais le juge ordinaire ne peut pas se prononcer lui-même. Si la constitutionnalité d'une loi est invoquée devant lui par l'une des parties à un procès, il doit saisir la cour constitutionnelle, qui doit trancher elle-même. C'est le système de la question préjudicielle : le juge doit, avant de statuer sur un cas d'espèce, renvoyer à un autre tribunal le soin de trancher une question de droit qui ne relève pas de sa compétence. Le procès sera donc suspendu jusqu'à la réponse de la cour constitutionnelle. Le tribunal devra attendre que la cour constitutionnelle ait examiné la constitutionnalité de la loi litigieuse avant de poursuivre le procès.

### Exemples de systèmes de justice constitutionnelle

#### Brésil
Au Brésil, le contrôle de constitutionnalité a des influences américaines et allemandes. Il y a les contrôles concret et abstrait. Le contrôle concret se réalise avec le dépôt de recours extraordinaire. Le contrôle abstrait est accompli dans le Tribunal suprême fédéral avec des actions comme l'action directe d'inconstitutionnalité (ADI) ou l'argumentation de non-conformité avec le percept fondamental (ADPF). Selon Clèmerson Merlin Clève, le contrôle de constitutionnalité brésilien est en conformité avec l'esprit d'une constitution démocratique, égalitaire et pluraliste comme est la constitution de 1988, parce que réalise la garantie des droits fondamentaux.

#### France
Si le concept de contrôle de constitutionnalité apparaît dès la Révolution française sous la plume de Sieyès, l'affirmation du légicentrisme, doctrine voulant que la loi est la seule expression de la souveraineté de la nation et qu'elle dispose d'une autorité suprême, retarde l'apparition d'un tel contrôle de la loi en droit français.
La juridiction compétente pour ce contrôle de constitutionnalité dépend alors de la norme en cause. Ainsi, il est exercé par le Conseil constitutionnel pour les lois, les traités et accords internationaux. Le Conseil d'Etat contrôle quant à lui la constitutionnalité des actes administratifs.

##### Conseil constitutionnel
Le contrôle de constitutionnalité n'a été introduit que tardivement en droit français. Le Sénat était garant de la Constitution depuis la Révolution française. Toutefois, son contrôle se trouvait affaiblit : sous l'Empire, il ne pouvait être saisi que par l'Empereur ; sous la IIIe République il n'y avait aucun contrôle spécialement dédié au Sénat ; sous la IVe République le contrôle se bornait à une vérification de la régularité formelle des lois et ne pouvait déboucher sur une inconstitutionnalité puisqu'il ne pouvait que retarder la promulgation. La Constitution de 1958 crée une institution spécialisée, le Conseil constitutionnel. Les modes de saisine sont toutefois restreints puisque le Conseil constitutionnel ne peut originellement être saisi que par voie d'action, dans un délai d'un mois avant la promulgation de la loi et uniquement par : le président de la République, le Premier ministre, le président de l'Assemblée nationale, le président du Sénat, suivant les dispositions de l'article 61 de la Constitution de la Cinquième République.
Le Conseil constitutionnel élargira ses possibilités de contrôle qu'à partir de la Décision Liberté d'association de 1971, dans laquelle il opère un contrôle de constitutionnalité de la loi non pas seulement par rapport au texte de la Constitution, mais par rapport à un ensemble de textes et de principes, notamment les principes fondamentaux reconnus par les lois de la République, regroupé en un bloc conceptuel appelé « bloc de constitutionnalité ».
Par la suite, le rôle du Conseil constitutionnel est renforcé par une réforme de 1974 initiée par Valéry Giscard d'Estaing, qui permet sa saisine par un collège de 60 députés ou 60 sénateurs. Le contrôle de constitutionnalité s'ouvre alors à l'opposition, ce qui entraîne une forte augmentation des saisines, ce qui a pu être regardé comme un meilleur contrôle de la constitutionnalité des lois. Ces évolutions constituent une transition du légicentrisme vers le constitutionnalisme. Le Conseil constitutionnel joue alors un véritable rôle dans l'élaboration des lois. Le Conseil constitutionnel, dans sa décision sur la Nouvelle-Calédonie en 1985, précise que « la loi n’exprime la volonté générale que dans le respect de la Constitution ». Cette jurisprudence modifie la définition de la loi en France, qui n'est plus seulement élaborée par le gouvernement et le Parlement, mais aussi par cet organe.
Le Conseil constitutionnel contrôle la constitutionnalité des lois ordinaires lorsqu'elles lui sont déférées. Les lois organiques, quant à elles, sont systématiquement soumises à son contrôle avant leur promulgation, en vertu de l'article 61 alinéa 1er de la Constitution.
Certaines lois sont en revanche exclues de son contrôle. Le Conseil constitutionnel refuse de contrôler la constitutionnalité des lois référendaires, car elles constituent, selon lui, l’expression directe de la souveraineté nationale. Toutefois, il contrôle les propositions de loi, dans le cadre de la procédure de référendum d'initiative partagée, avant qu'elles soient soumises au référendum,. Le Conseil est également incompétent en matière de lois constitutionnelles, puisqu'il ne tient d’aucune disposition de la Constitution du 4 octobre 1958 le pouvoir de statuer sur une révision constitutionnelle.
La réforme du 23 juillet 2008 introduit la Question prioritaire de constitutionnalité, qui permet désormais un contrôle par voie d'exception. Entrée en vigueur le 1er mars 2010, cette réforme a multiplié le nombre de recours devant le Conseil constitutionnel.

##### Juridictions administratives
Lorsque est contesté la validité d'un acte administratif, il revient au juge administratif d'opérer un contrôle de constitutionnalité. Lorsque ces actes administratifs ne font que se borner à appliquer une loi, les juridictions administratives deviennent incompétentes pour contrôler la validité de ces normes, contrôler les actes administratifs reviendrait à contrôler la loi, qui est une prérogative réservée au Conseil constitutionnel. On parle alors de la théorie de la loi-écran.

##### Question prioritaire de constitutionnalité
Avant 2008, si une loi inconstitutionnelle était malgré tout promulguée, les juges n'étaient pas compétents pour apprécier sa conformité avec la Constitution. Cette situation est remise en cause par la loi constitutionnelle du 23 juillet 2008. En effet, le nouvel article 61-1 de la Constitution dispose « Lorsqu'à l'occasion d'une instance en cours devant une juridiction, il est soutenu qu'une disposition législative porte atteinte aux droits et libertés que la constitution garantit, le Conseil constitutionnel peut être saisi de cette question sur renvoi du Conseil d'État ou de la Cour de cassation qui se prononce dans un délai déterminé ». La loi organique no 2009-1523 du 10 décembre 2009 (entrée en vigueur le 1er mars 2010) est venue préciser les conditions de mise en œuvre de la question prioritaire de constitutionnalité. Elle prévoit un double filtre, c'est-à-dire d'une part que la juridiction saisie devra vérifier si la disposition contestée est applicable au litige ou à la procédure ou constitue le fondement des poursuites, si elle n'a pas déjà été déclarée conforme à la Constitution (sauf en cas de changement de circonstances) et si la question n'est pas dépourvue de caractère sérieux. D'autre part, si la transmission est effectuée à la Juridiction Suprême compétente, celle-ci a trois mois pour statuer. Il est procédé au renvoi si les deux premières conditions précitées sont remplies et si la question est nouvelle ou présente un caractère sérieux. À l'expiration du délai de trois mois, si la juridiction ne s'est pas prononcée, la transmission au Conseil constitutionnel est automatique. Si ce dernier estime la disposition inconstitutionnelle, celle-ci est écartée pour le litige en cours et abrogée (contrairement à l'annulation qui est rétroactive, l'abrogation vaut uniquement pour l'avenir) dès la publication de la décision du Conseil constitutionnel sauf si celui-ci en décide autrement en fixant un délai ou une date d'abrogation.

## Interdiction du contrôle de constitutionnalité

### Suisse
En Suisse, il n'existe pas de contrôle de constitutionnalité des lois fédérales, mais uniquement un contrôle de conventionnalité. Une loi fédérale peut ainsi violer la Constitution sans qu’il ne soit possible de l’annuler. Le juge peut en revanche effectuer un contrôle par voie d'exception des ordonnances  fédérales.
Concernant le droit cantonal, tous les actes normatifs, à l'exception des constitutions cantonales, sont soumis au contrôle de constitutionnalité. Celui-ci peut être exercé juste après l’adoption de la loi (contrôle par voie d'action) ou dans le cadre d'un litige (contrôle par voie d'exception).

### Pays-Bas
L'article 120 de la Constitution du royaume des Pays-Bas interdit expressément tout contrôle de la constitutionnalité des lois.
Le libellé de cette disposition provient de la Constitution de 1953 (article 60), mais n'est devenu un article indépendant qu'avec la Constitution de 1983. La conception sous-jacente remonte à la Constitution de 1848, qui stipulait que les lois sont inviolables. En effet, une loi était censée exprimer "l'opinion unanime du roi et des deux chambres des États généraux", c'est-à-dire la représentation du peuple, et la loi devait être laissée à l'interprétation de la constitution, "qui n'est autre que l'application morale des articles de la constitution du royaume", comme l'a dit à l'époque la Commission de la Constitution. Ainsi, le Parlement néerlandais, qui est le seul organe des Pays-Bas à décider des lois formelles, s'est vu attribuer le seul pouvoir et devoir constitutionnel d'être l'interprète suprême de la Constitution. Par conséquent, le contrôle des lois formelles par rapport à la Constitution aux Pays-Bas incombe uniquement au pouvoir législatif formel (gouvernement, Parlement et Sénat des États généraux).

## Légitimité du juge constitutionnel
Le contrôle de constitutionnalité donne au juge un rôle de « coauteur » de la loi : il serait une sorte de « troisième chambre ». Ceci a pu amener certains critiques à parler d'un « gouvernement des juges » qui contredirait la souveraineté nationale incarnée par les élus du peuple. Carl Schmitt, dans son livre Le gardien de la Constitution démontre l'impasse d'un contrôle juridictionnel de la norme. En effet, la loi est le résultat d'un compromis politique qui dès lors doit être soumis à une instance politique un « Gardien » de la constitution. La cour juridictionnelle proposée par Hans Kelsen part du présupposé de la neutralité du droit, or l'affirmation d'une neutralité axiologique du droit est déjà une position politique qui ne peut que conduire à l'affirmation d'un fonctionnalisme juridique au profit du juge constitutionnel qui s'impose comme le souverain en lieu et place du peuple.
En France, au XVIIIe siècle, les Parlements de l'Ancien Régime, au nom des lois fondamentales du Royaume (qui, à l'époque, tenaient lieu en quelque sorte de constitution), se sont opposés à l'application des réformes fiscales engagées par le pouvoir royal. Ce comportement est considéré comme l'une des causes majeures du blocage et de la faillite de l'Ancien Régime. Le souvenir des Parlements, supprimés au moins en partie pour cette raison lors de la Révolution, a alimenté, en France, une méfiance durable envers le principe même du contrôle de constitutionnalité par les juges.
Deux réponses doctrinales coexistent :
Le théoricien du droit Hans Kelsen répond par la théorie du « juge-aiguilleur » : en indiquant qu'une loi n'est pas conforme à la Constitution, le juge ne ferait qu'indiquer au législateur qu'il n'a pas mis en œuvre la bonne procédure pour instaurer la norme contrôlée. Plutôt que la procédure législative, qui soumet les normes qui en découlent au respect de la constitution, placée au-dessus des lois selon la théorie de la hiérarchie des normes, il aurait fallu employer une procédure de révision constitutionnelle : la norme qui en résulte serait alors insusceptible d'être contraire à la Constitution puisqu'elle-même de valeur constitutionnelle.
En France, la doctrine constitutionnelle s'est largement spécialisée dans l'étude du contentieux constitutionnel à la suite de l'importance prise par le Conseil constitutionnel depuis les années 1970. Des professeurs reconnus, tels que — entre autres — George Vedel, Louis Favoreu, Dominique Rousseau, Michel Troper, ont exprimé de nombreuses opinions dans le cadre de leurs travaux sur le contrôle de constitutionnalité et ses conséquences.
Aux États-Unis, la légitimité du contrôle de la constitutionnalité s'est notamment posée dans un débat doctrinal entre Alexander Bickel et Ronald Dworkin. Bickel est l'auteur du livre The Least Dangerous Branch. Il soutient que le contrôle de la constitutionnalité manque de légitimité car les juges ne sont pas élus et que l'institution de la magistrature est par conséquent une institution contre-majoritaire qui est susceptible d'imposer ses choix à la majorité démocratique. Dworkin est l'auteur du livre Prendre les droits au sérieux. Il répond qu'il est injuste de faire preuve de déférence envers la majorité car le juge devient alors à la fois juge et partie. De plus, selon Dworkin, la législature ne rend pas toujours les meilleures décisions. Il soutient que les tribunaux par des arguments de principe peuvent conduire au progrès moral.